# قاسم‌آباد (تیران و کرون)
قاسم‌آباد (تیران و کرون)، روستایی از توابع بخش کرون شهرستان تیران و کرون در استان اصفهان ایران است.

## جمعیت
این روستا در دهستان کرون سفلی قرار دارد و براساس سرشماری مرکز آمار ایران در سال ۱۳۹۵، جمعیت آن 1010 نفر (295خانوار) بوده‌است.
فامیلهای ٬ شفیعی و یزدانشناس و ترکی سه طایفه بزرگ این روستا میباشد.